# Las Garzas (Chile)
Las Garzas es un pueblo localizado en Marchigue, Cardenal Caro, Chile, cercano a Pichilemu De acuerdo al Diccionario Geográfico de Francisco Solano Astaburuaga, el territorio era antiguamente un fundo.